# Bible Belt (Diane Birch)
Bible Biet è l'album discografico di debutto della cantautrice statunitense Diane Birch, pubblicato nel 2009.

## Il disco
Il primo singolo estratto è stato Nothing But a Miracle. Birch è autrice di tutte le tracce dell'album. Il suo gruppo di musicisti è costituito da: Jay Foote (basso, voce, tamburello), Eric Bloom (tromba, flicorno, cori) e Alex Foote (chitarre, cori).
L'album ha raggiunto la posizione numero 87 della Billboard 200, la posizione 77 della Official Albums Chart e la posizione 26 della classifica italiana FIMI.

## Tracce
1. Fire Escape – 4:01
2. Valentino – 2:49
3. Fools – 3:54
4. Nothing But A Miracle – 4:23
5. Rewind – 6:09
6. Rise Up – 4:31
7. Photograph – 5:21
8. Don't Wait Up – 3:00
9. Mirror Mirror – 4:48
10. Ariel – 3:56
11. Choo Choo – 3:42
12. Forgiveness – 5:08
13. Magic View – 3:10